# Melese klagesi
Melese klagesi är en fjärilsart som beskrevs av Rothschild 1909. Melese klagesi ingår i släktet Melese och familjen björnspinnare. Inga underarter finns listade i Catalogue of Life.